# Долевые ценные бумаги

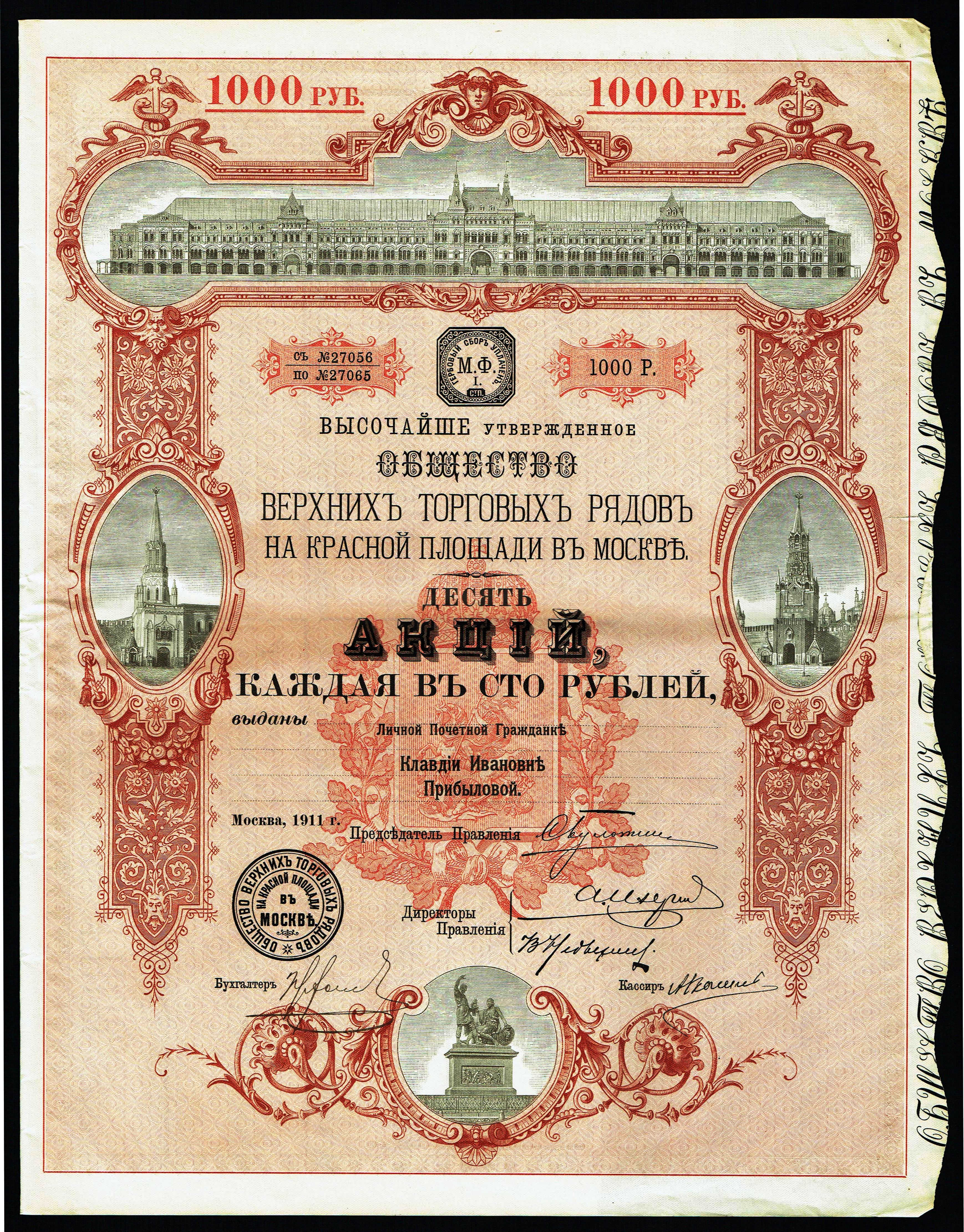
Акции Верхних торговых рядов в Москве

Долевые ценные бумаги — это тип ценных бумаг, которые определяют долю инвестора в проекте или капитале. Они позволяют их владельцу получать прибыль, и участвовать в управлении предприятием.

## Описание
Ценные бумаги делятся на долевые ценные бумаги и долговые ценные бумаги в зависимости от формы вложения средств владельца.

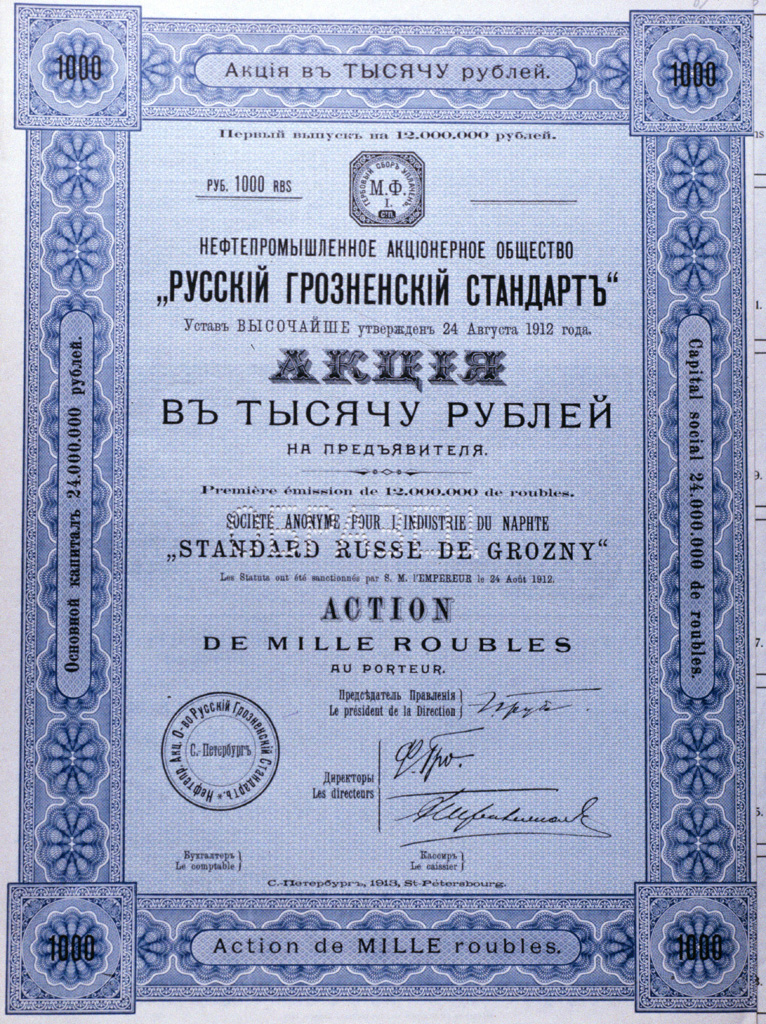
Акции нефтепромышленного акционерного общества «Русский грозненский стандарт»

Долевые ценные бумаги считаются более прибыльными, чем долговые ценные бумаги. К долевым ценным бумагам относятся акции и паи. Они не создают долговых требований инвестора по отношению к эмитенту. Этот тип ценных бумаг подтверждает имущественное право собственника долевой ценной бумаги по отношению к эмитенту, его право получать доход от прибыли компании и его право на долю в капитале компании. Финансовые и нефинансовые корпорации являются эмитентами долевых ценных бумаг.
Долевые ценные бумаги — долгосрочные. Они делятся на международные и внутренние по типу размещения. Депозитарные расписки (англ. depositary receipts), акции, паи получили больше всего распространения на международном рынке ценных бумаг.
Акции делятся на простые, или как их еще называют — обыкновенные, и привилегированные. У тех, кто владеет простыми акциями, есть право преимущественной покупки акций, которые вновь выпускаются. У обладателей простых акций есть право получать дивиденды, участвовать в голосованиях на общих собраниях акционеров, когда выбирают директора или принимать участие в решение других важных вопросов для компании. У тех, кто владеет привилегированными акциями, есть гарантированный дивиденд. Они обладают преимущественным правом на часть активов корпорации в случае ее ликвидации. Но при этом у них есть ряд ограничений, по сравнению с владельцами простых акций. Владельцы привилегированных акций не могут голосовать на общих собраниях акционеров, у них нет права на преимущественное приобретение вновь выпускаемых акций.
Депозитарные расписки выпускаются национальным банком на внутреннем рынке. Они подтверждают владение национальным банком акциями иностранных компаний. Распространение получили глобальные депозитарные расписки и американские депозитарные расписки. Многие российские компании выходят на американский фондовый рынок при помощи депозитарных расписок.

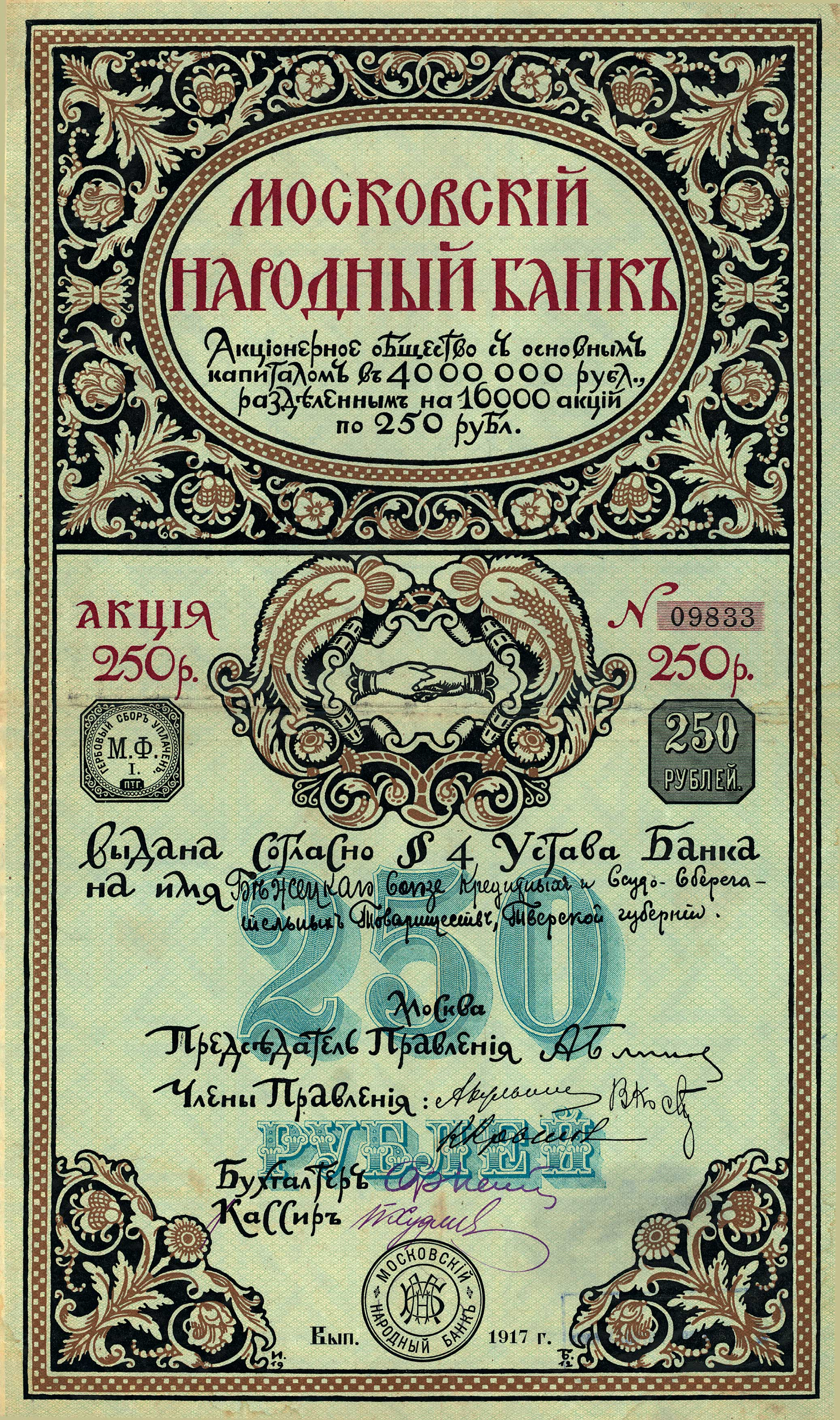
Акция Московского Народного банка, 1917 год
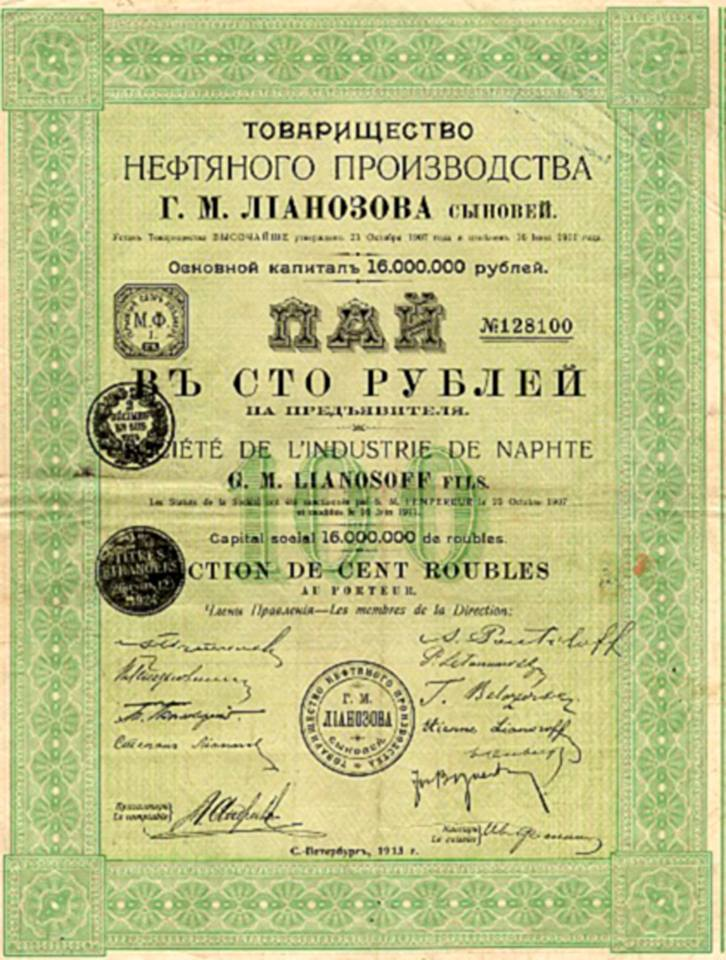
Пай Товарищества Нефтяного производства Г.М. Лианозова сыновей
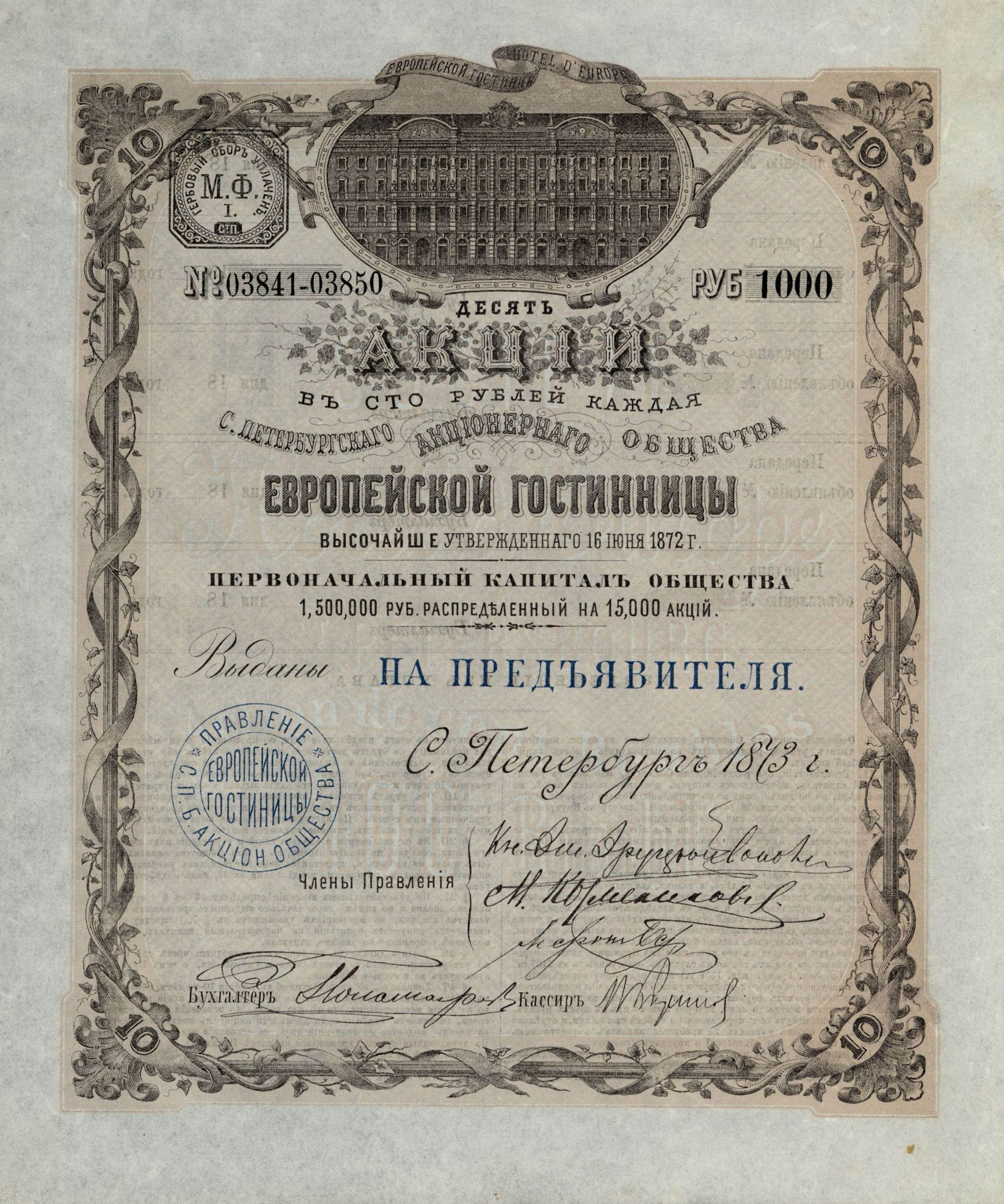
Акции, выданные на предъявителя